# 林宗揚
林宗揚（1891年6月11日—1988年10月5日），福建省海澄縣人，中國醫學教育、微生物學與免疫學、流行病學和公共衛生學專家，中華醫學會前會長，中華國際醫學交流基金會顧問。

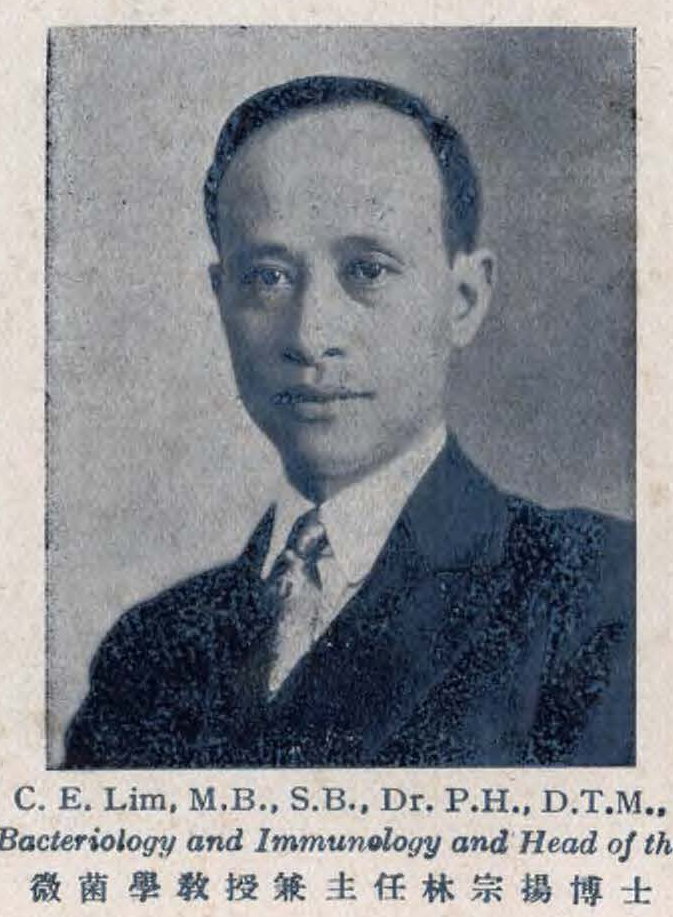
微菌學及免疫學系微菌學敎授兼主任林宗揚博士

## 生平[1]
出生於檳榔嶼的一個華僑商人家庭。早年就讀於香港大學醫學院，1916年畢業獲醫學士學位，任香港微生物研究所研究員，1918年回國任北京中央醫院（今北醫附屬人民醫院前身）細菌室主任。先後擔任北京協和醫學院細菌診斷室主任、副教授、教授兼教務長北京大學醫學院細菌學和公共衛生學教授、其間先後赴美國霍布金斯大學公共衛生院、英國利物浦大學、德國郭霍氏研究院、丹麥國立血清研究所、法國巴斯德研究院、匈牙利國立衛生實驗院、印度衛生學院以及美洲等國家和地區進修、考察並進行研究工作，於1922年在美國霍普金斯大學公共衛生院獲公共衛生學博士學位，曾任中央防疫處處長。
1949年後，繼續在北京醫學院任教，1956年到中華醫學會擔任《中華醫學雜誌》（英文版）名譽顧問。林宗揚教授自1916年起直致力於微生物學與免疫學、流行病學和公共衛生學的科研、教學和醫學學術交流工作，特別是在細菌學研究方面具有相當深的造詣。1988年聘請為中華國際醫學交流基金會名譽顧問。1988年，他決定在他去世後，將多年積蓄的20多萬美元國外存款全部捐獻給中華醫學會、建立“中華醫學會林宗揚基金”，將國內財產全部捐獻給北京醫科大學作為獎學基金。